# Lista de primeiros-ministros da Coreia do Norte
Esta lista de Premiês do Gabinete(primeiros-ministros) da Coreia do Norte compreende as doze pessoas que exerceram a chefia do governo desde 1948 até à atualidade. 
O atual primeiro-ministro é Pak Thae-song, que ocupa o cargo desde dezembro de 2024.

## Primeiros-ministros
| Nº    | Primeiro-ministro        | Primeiro-ministro | Início do mandato       | Fim do mandato          | Partido                             |
| ----- | ------------------------ | ----------------- | ----------------------- | ----------------------- | ----------------------------------- |
| 1     | Kim Il-sung              |                   | 9 de setembro de 1948   | 28 de dezembro de 1972  | Partido dos Trabalhadores da Coreia |
| 2     | Kim Il                   |                   | 28 de dezembro de 1972  | 29 de abril de 1976     | Partido dos Trabalhadores da Coreia |
| 3     | Pak Song-chol            |                   | 19 de abril de 1976     | 16 de dezembro de 1977  | Partido dos Trabalhadores da Coreia |
| 4     | Li Jong-ok               |                   | 16 de dezembro de 1977  | 27 de janeiro de 1984   | Partido dos Trabalhadores da Coreia |
| 5     | Kang Song-san            |                   | 27 de janeiro de 1984   | 29 de dezembro de 1986  | Partido dos Trabalhadores da Coreia |
| 6     | Li Gun-mo                |                   | 29 de dezembro de 1986  | 12 de dezembro de 1988  | Partido dos Trabalhadores da Coreia |
| 1     | Yon Hyong-muk            |                   | 12 de dezembro de 1988  | 11 de dezembro de 1992  | Partido dos Trabalhadores da Coreia |
| 7 (5) | Kang Song-san            |                   | 11 de dezembro de 1992  | 21 de fevereiro de 1997 | Partido dos Trabalhadores da Coreia |
| -     | Hong Song-nam (interino) |                   | 21 de fevereiro de 1997 | 5 de setembro de 1998   | Partido dos Trabalhadores da Coreia |
| 8     | Hong Song-nam            |                   | 5 de setembro de 1998   | 3 de setembro de 2004   | Partido dos Trabalhadores da Coreia |
| 9     | Pak Pong-ju              |                   | 3 de setembro de 2004   | 11 de abril de 2007     | Partido dos Trabalhadores da Coreia |
| 10    | Kim Yong-il              |                   | 11 de abril de 2007     | 7 de junho de 2010      | Partido dos Trabalhadores da Coreia |
| 11    | Choe Yong-rim            |                   | 7 de julho de 2010      | 1 de abril de 2013      | Partido dos Trabalhadores da Coreia |
| 12    | Pak Pong-ju              |                   | 1 de abril de 2013      | 11 de abril de 2019     | Partido dos Trabalhadores da Coreia |
| 13    | Kim Jae-ryong            |                   | 11 de abril de 2019     | 13 de agosto de 2020    | Partido dos Trabalhadores da Coreia |
| 14    | Kim Tok-hun              |                   | 13 de agosto de 2020    | 29 de dezembro de 2024  | Partido dos Trabalhadores da Coreia |
| 15    | Pak Thae-song            |                   | 29 de dezembro de 2024  | presente                | Partido dos Trabalhadores da Coreia |